# Rubrepeira rubronigra
Rubrepeira rubronigra é uma espécie de aranhas orbiformes do gênero Rubrepeira que contem uma única espécie. Foi descrito pela primeira vez por Cândido Firmino de Mello Leitão em 1939 encontrado do México ao Brasil no Estado do Pará.